# 2021年德克薩斯州槍擊案
2021年10月6日，一名枪手在美國德克萨斯州阿灵顿的Mansfield Timberview High School向人们开枪，造成四人受伤。 三名傷者住院治疗，其中两人受到枪伤。 

## 兇手
兇手是18岁的學校學生蒂莫西·乔治·辛普金斯（Timothy George Simpkins），他在枪击事件发生后乘坐Dodge Charger逃离。辛普金斯在枪击事件发生前与几名学生发生了口角。枪击事件发生数小时后，辛普金斯自首并被指控犯有3项使用致命武器的严重袭击罪。